# Cymopterus filifolius
Cymopterus filifolius là một loài thực vật có hoa trong họ Hoa tán. Loài này được (Mathias, Constance & W.L.Theob.) B.L.Turner mô tả khoa học đầu tiên năm 2003.